# ブルーベック (小惑星)
ブルーベック (5079 Brubeck) は小惑星帯に位置する小惑星。アルゼンチンのエル・レオンシットにあるフェリックス・アギラール天文台 (en:Félix Aguilar Observatory) で発見された。
ウェストコースト・ジャズの代表的なピアニスト、デイヴ・ブルーベックから命名された。